# Gmina Črna na Koroškem
Gmina Črna na Koroškem (słoweń.: Občina Črna na Koroškem) – gmina w Słowenii. W 2002 roku liczyła 3600 mieszkańców.

## Miejscowości
Miejscowości wchodzące w skład gminy Črna na Koroškem:
- Bistra
- Črna na Koroškem (niem.: Schwarzenbach bei Prävali) – siedziba gminy
- Javorje
- Jazbina
- Koprivna
- Ludranski Vrh
- Podpeca
- Topla
- Žerjav